# 優秀味覚賞
優秀味覚賞（ゆうしゅうみかくしょう、Superior Taste Award）とは優れた味覚と品質を持つ食品と飲料品の審査と表彰を目的とした認証（この組織では賞と表記している）であり、その審査会はベルギーのブリュッセルに本部を置く国際味覚審査機構（iTQi）によって2005年より毎年開催されている。優秀味覚賞はバイヤー、マーケティング・マネージャーに自社製品の差別化に有用なツールを提供するものであると同時に消費者がより優れた製品を選ぶための指標となることを目指すものである。
主催者のiTQiは、官能分析による審査結果のグラフと審査員からの提案・コメントの抜粋を参加者に提供している。 iTQi はホームページ上で本賞が、"Trends-Tendances" 2008年8月21日で「食品のミシュラン・ガイド」と掲載されたと主張している。

## 参加資格
特別な参加資格はなく、参加費用を支払うことで店頭で売られている食品と飲料品は、すべて審査の対象となる。全てのエントリー製品は約340のカテゴリーの中に分類され、審査を受ける。審査カテゴリーの抜粋を以下に記す。
食品
- 一般食品（米、雑穀、麺類（うどん、そうめん　そば、パスタ）、パン類、ビスケット、ソース類、醤油、味噌、柚子を使った調味料、チョコレート、キャラメル、ジャム、油、酢、ドレッシング、ハム、ソーセージ類）
- 保存食品
- 乳製品（ヨーグルト、チーズなど）
- デザート（焼き菓子、生菓子、アイスクリーム、ジェラート類）
- 惣菜（ビーフシチュー、カレーなどの調理済み食品、魚の蒲焼、辛子明太子、地方の特産品など)

飲料品
- アルコール飲料（ビール、日本酒、焼酎、泡盛、ウィスキー、テキーラ、ウォッカ、梅酒など）
- ノンアルコール飲料（果汁ジュース、ミネラル・ウォーター、ペットボトル入りお茶）
- 温かい飲み物（緑茶、コーヒー、紅茶、チョコレート・ドリンクなど）

審査会にエントリーする企業の規模は幅広く、家族経営の小企業から国際的な大企業まで60カ国以上からの参加がある。

## 審査員
エントリーされた食品と飲料品はシェフとソムリエ合計120名によって審査される。iTQiは審査員をヨーロッパの14の調理師協会に属するシェフと国際ソムリエ協会（ASI）に属するソムリエの中から選ばれ、彼らとのコラボレーションによって審査会を運営している。

## 審査会
参加エントリーはiTQiのウェブサイト上から行うことができる。エントリー締め切りは毎年3月上旬である。審査会は3月にブリュッセルに審査員全員が集まって行われる。食品はシェフ、飲料品はソムリエにより審査される。審査会は目隠し方式によっておこなわれ、同カテゴリー間の製品の優劣を競うものではない。審査基準は主に賞味したときの心地良さに重点を置き、その分析方法は官能分析の方式に則っている。各審査員は5項目（製品の第一印象、製品の外観、香り、食感、そして味・後味）に従ってスコアをつけ、評価の根拠となるコメントを残す。審査員全員から寄せられたスコアは「味覚」と「製品の第一印象」に特に高い重点を置いた上で集計され、その結果最終スコアが得られる。審査の最終スコアは、審査員からの提案・コメントとともに参加企業に秘密厳守で伝えられる（別途費用が必要）。審査員からのコメントは、エントリー製品の品質向上のためのアドバイスとして寄せられるものである。

## 優秀味覚賞
審査員による官能分析の評価が70%以上の製品のみが優秀味覚賞を受賞することができる。
- 総合評定 70%以上-80%未満 - 製品は「美味しい」と評価され、1つ星を獲得する。
- 総合評定 80%以上-90%未満 - 製品は「特記に値する」と評価され、2つ星を獲得する。
- 総合評定 90%以上 ― 製品は「きわめて優秀」と評価され、3つ星を獲得する。

## 授賞式
審査結果は毎年春に発表される。5月にはブリュッセルにて授賞式が開催され、受賞製品と参加企業の功績を称える。